# Country Ramblers
Die Band Country Ramblers wurde 1969 in Zürich (Schweiz) gegründet. Die Band zählt sich zu den Pionieren der Musikrichtung Bluegrass in Europa.

## Geschichte
Die Country Ramblers traten bisher viermal bei dem Openair St. Gallen auf und erhielten 1985 die Goldene Schallplatte für 25.000 verkaufte Tonträger. Die Band hatte bis heute neben den Auftritten in der Heimat weitere Auftritte in Deutschland, Frankreich, Italien, Österreich, Tschechien und in den USA.
Als sie 1977 von Pete Kuykendall, dem Herausgeber des Magazins Bluegrass Unlimited, eingeladen wurden auf einem Festival in Indian Springs zu spielen, nutzte die Band diese Gelegenheit für weitere Auftritte in den Vereinigten Staaten. Während dieser Tournee trafen sie auf Bill Monroe, der sie spontan einlud, auf seinem Bluegrass-Festival in Bean Blossom Indiana aufzutreten.
Mit ihrem 49-jährigen Jubiläum im Jahr 2018 sind die Country Ramblers die älteste aktive Band der Schweiz, die Bluegrass spielt, und zählt zu den ältesten Bluegrass-Bands in Europa.

## Diskografie

### Alben
- 1972: Lonesome Sound
- 1973: Bellevue Square Dance
- 1975: Daybreak
- 1976: Heartbreaker
- 1976: Best Of
- 1978: America
- 1981: Bluegrass Festivals in the Sky
- 1985: 15 Golden Years
- 1987: Picking the Line
- 1992: Midnight Flyer

### Singles
- 1976: West Virginia Polka
- 1978: Zoge-n-am Bogä
- 1982: It's Joe

## Erfolge
- Sieger des Marlboro-Festivals of Country Music 1981 in Zürich[1]
- Goldene Schallplatte für über 25.000 verkaufte Tonträger (1985)[2]
- EBMA Award as European Bluegrass Pioneers 2014[3]